# Boholia nematostylis
Boholia nematostylis är en måreväxtart som beskrevs av Elmer Drew Merrill. Boholia nematostylis ingår i släktet Boholia och familjen måreväxter. Inga underarter finns listade i Catalogue of Life.